# Орден Белой розы Финляндии
Орден Белой розы Финляндии (фин. Suomen Valkoisen Ruusun ritarikunta, швед. Finlands Vita Ros’ orden) — высшая государственная награда Финляндии.

## История
Орден Белой розы был учреждён К. Г. Маннергеймом 28 января 1919 года. Орден заменил Орден Креста Свободы, упразднённый в этот же день. Критерий награждения — «служба на благо государства и народа». Название ордена символизирует белые розы, расположенные на гербе Финляндии. Награда вручается финским гражданам и иностранцам.
Большим Крестом с бриллиантами и Мечами (на орденской цепи) был награждён только маршал К. Г. Маннергейм.
Большим Крестом с бриллиантами  награждены члены правительства Финляндии: сенатор Отто Стенрот, политик и дипломат Карл Энкель и профессор Ян Сибелиус.
Большой крест с Мечами был вручён за отличие в годы Второй мировой войны (Ялмару Сииласвуо, Эдварду Ханеллу и Акселю Айро) и нескольким иностранцам (среди них немецкий генерал Э. Дитль).
Имеются данные о двух награждениях Командорским Крестом I класса с Бриллиантами и одним — Командорским крестом с Мечами.[уточнить]
После Второй мировой войны орден сохранил своё положение в наградной системе Финляндии.
В 1963 году статут ордена был изменён — добавлен Крест Заслуги и определены критерии награждения орденом женщин.

## Степени

Большой крест ордена на цепи, содержащей звенья в виде свастики, после реформы заменённую на золотой крест

- Большой крест со звездой:
  - с мечами, на орденской цепи
  - с мечами
  - без мечей
- командорский крест I класса (мог вручаться с нагрудной звездой несколько меньшего размера):
  - с мечами
  - без мечей
- командорский крест
  - с мечами
  - без мечей
- рыцарский крест I класса:
  - с мечами
  - без мечей
- рыцарский крест
  - с мечами
  - без мечей
- крест Заслуг (учреждён вместе с орденом Белой розы Финляндии в двух степенях):
  - с мечами
  - без мечей

Имеется медаль ордена Белой розы Финляндии, состоящая из трёх степеней:
- серебряная с золотым крестом
- серебряная
- бронзовая

## Знаки ордена Белой розы Финляндии
Дизайн ордена разработал известный финский художник и геральдист Аксели Галлен-Каллела. В основу композиции был положен крест, покрытый белой эмалью. В центре находилось изображение геральдической розы на голубом фоне. Между лучами креста размещались гербовые львы с мечами. Существовал вариант ордена с бриллиантами.

### Большой крест
|  | Большой Крест ордена представляет собой золотой знак, носимый на голубой ленте через плечо. К знаку полагается серебряная пятиконечная звезда с позолоченными промежутками между лучами. |
|  | В особо торжественных случаях знак ордена носится на орденской цепи. |

### Командорский крест I класса
|  | Командорский Крест I класса представляет собой золотой знак, носимый на голубой шейной ленте. К знаку полагается серебряная пятиконечная звезда (в отличие от звезды Большого Креста без позолоты). |
|  | Женская разновидность ордена носится на нагрудном голубом банте. |

### Командорский крест
|  | Отличается от Командорского Креста I класса отсутствием звезды.  |
|  | Женская разновидность ордена носится на нагрудном голубом банте. |

### Рыцарский крест I класса
|  | Знак ордена представляет собой позолоченный серебряный крест на нагрудной колодке, обтянутой голубой лентой и украшенной розеткой. |

### Рыцарский крест
|  | Знак ордена представляет собой серебряный крест на нагрудной колодке, обтянутой голубой лентой. |

## Крест заслуг ордена Белой розы Финляндии
|  | Знак представляет собой серебряный крест не покрытый эмалью на нагрудной колодке, обтянутой голубой лентой. |

## Медаль ордена Белой розы Финляндии
Была учреждена одновременно с орденом Белой розы Финляндии.
Медаль вручалась с планками, на которых писались названия сражений, где участвовал награждённый. По решению финского правительства медали с соответствующими планками были вручены всем участникам боевых действий в Восточной Карелии против большевиков в 1918—1922 годах.

Медаль I-го класса с золотым крестом ордена Белой розы Финляндии
Медаль I-го класса ордена Белой розы Финляндии
Медаль ордена Белой розы Финляндии

## Награждённые
Среди награждённых Орденом Белой розы:
- Адамкус, Валдас (2002)[1]
- Бразаускас, Альгирдас (2000)[2]
- Брежнев, Леонид Ильич (1972)
- Вилинбахов, Георгий Вадимович (2005)[3]
- Ворошилов, Климент Ефремович (1956)[4]
- Данкерс, Оскарс
- Шарль де Голль
- Коренева, Светлана Борисовна (2003)[5]
- Котов, Сергей Андреевич (2001)[6]
- Ларон, Цви (2008)
- Мечев, Мюд Мариевич (2009)[7]
- Назарбаев, Нурсултан Абишевич (2009)
- Пимен (Патриарх Московский) (1988)
- Пискулов, Юрий Васильевич (2010)[8]
- Риббентроп, Иоахим фон (1942)
- Соколов, Сергей Леонидович (1986)
- Степанов, Владимир Севастьянович
- Устинов, Дмитрий Фёдорович (1978)
- Черниховский, Саул Гутманович (1934)
- Ющенко, Виктор Андреевич (2006)
- Зайд ибн Султан Аль Нахайян - шейх ОАЭ
- Великий герцог Люксембурга Анри (2008)
- Броз Тито, Иосип 6 мая 1973
- Зеленский, Владимир Александрович[9] (2025)